# Michael Lampert
Michael Lampert is een Amerikaanse jazz-mandolinist (waaronder bandolim).
Lampert studeerde aan Drew University en New England Conservatory of Music en studeerde jazz en improvisatie bij onder meer Harry Leahey en John Carter. Mandolineles kreeg hij van Ben Buccola, Andy Statman en Robert Paul Sullivan. Hij heeft opgetreden met onder meer J. P. Charles en Rich Del Grosso. Lampert leidt verschillende groepen en heeft enkele albums uitgebracht.

## Discografie
- Jacaranda, Sojourner Records, 2001
- Blue Gardenia, Sojourner Records, 2005